# Corbara (Orvieto)
Corbara è una frazione del comune di Orvieto (TR), situata presso la omonima diga sul fiume Tevere, a 186 m s.l.m.. Secondo i dati del censimento Istat del 2001, il paese era abitato da 123 residenti.
A Corbara si accede dalla strada comunale di Camorena (Ciconia -Corbara); dalla statale Todi-Baschi passando sotto la diga e dalla strada comunale Colonnetta di Prodo-diga di Corbara, lungo la quale si trova anche un'altra frazione di Orvieto, Fossatello. Corbara è anche in prossimità della strada statale 448 Todi-Baschi.

## Storia
Il paese di Corbara è legato strettamente alle vicende della famiglia nobile dei Montemarte. Agli inizi del XIII secolo i tuderti si impossessarono del castello di Monte Marte, che si trovava sulla riva destra del Tevere, in prossimità dell'uscita dalla gola del Forello (tuttora i resti sono visibili). I Montemarte si spostarono così a Titignano ed a Corbara, dove costruirono una grande villa fortificata tuttora esistente.
I Montemarte parteciparono attivamente alla vita politica orvietana, e Francesco di Montemarte documentò ampiamente gli avvenimenti locali negli anni dal 1333 al 1400. Giacché i Montemarte erano fedeli allo Stato della Chiesa, la loro tenuta subì numerosi assedi e devastazioni nel corso del XIV e XV secolo, ad opera di armate perugine e tuderti.
Nel 1962 venne costruita la diga sul fiume Tevere, a formare così un imponente bacino idroelettrico da 207 milioni di m³. La diga è lunga 641 m, di cui 416 in cemento e 225 in terra.

## Economia
L'economia di Corbara è principalmente di tipo agricolo, con un buon sviluppo della viticoltura, ed è legata anche alle attività di genere eno-gastronomico.
Da ricordare il vino Lago di Corbara, una DOC istituita nel 1998.

## Monumenti e luoghi d'arte
- Diga di Corbara (1962), in terra e cemento;
- Castello di Corbara;
- Chiesa di Sant'Andrea apostolo
- ruderi del porto romano di Pagliano, alla confluenza tra il fiume Paglia ed il Tevere.

## Sport
- Pesca (attività)
- Torrentismo
- Speleologia
- Pesca sportiva
- Canoa
- Canottaggio

## Galleria d'immagini

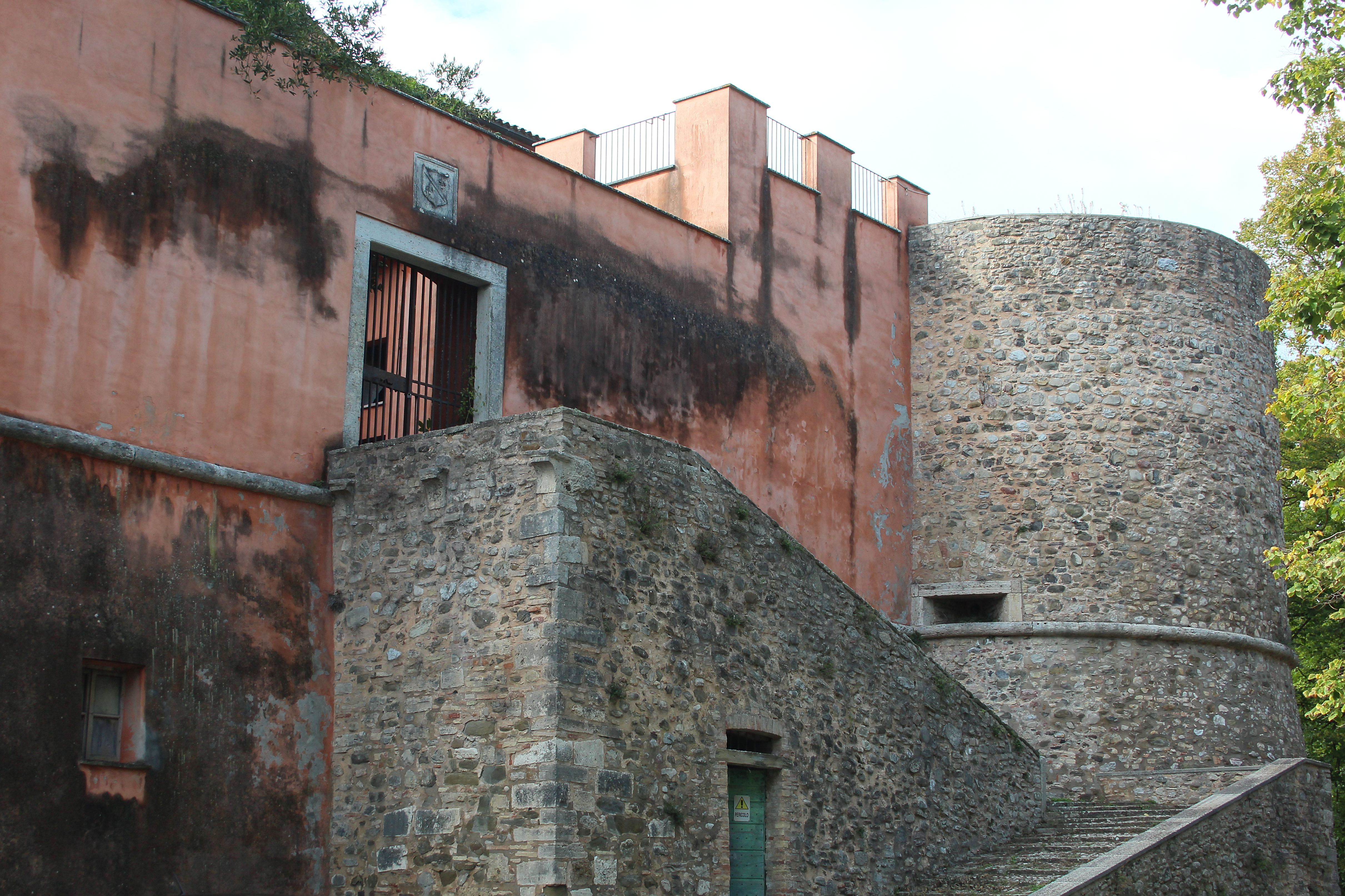
Il castello di Corbara
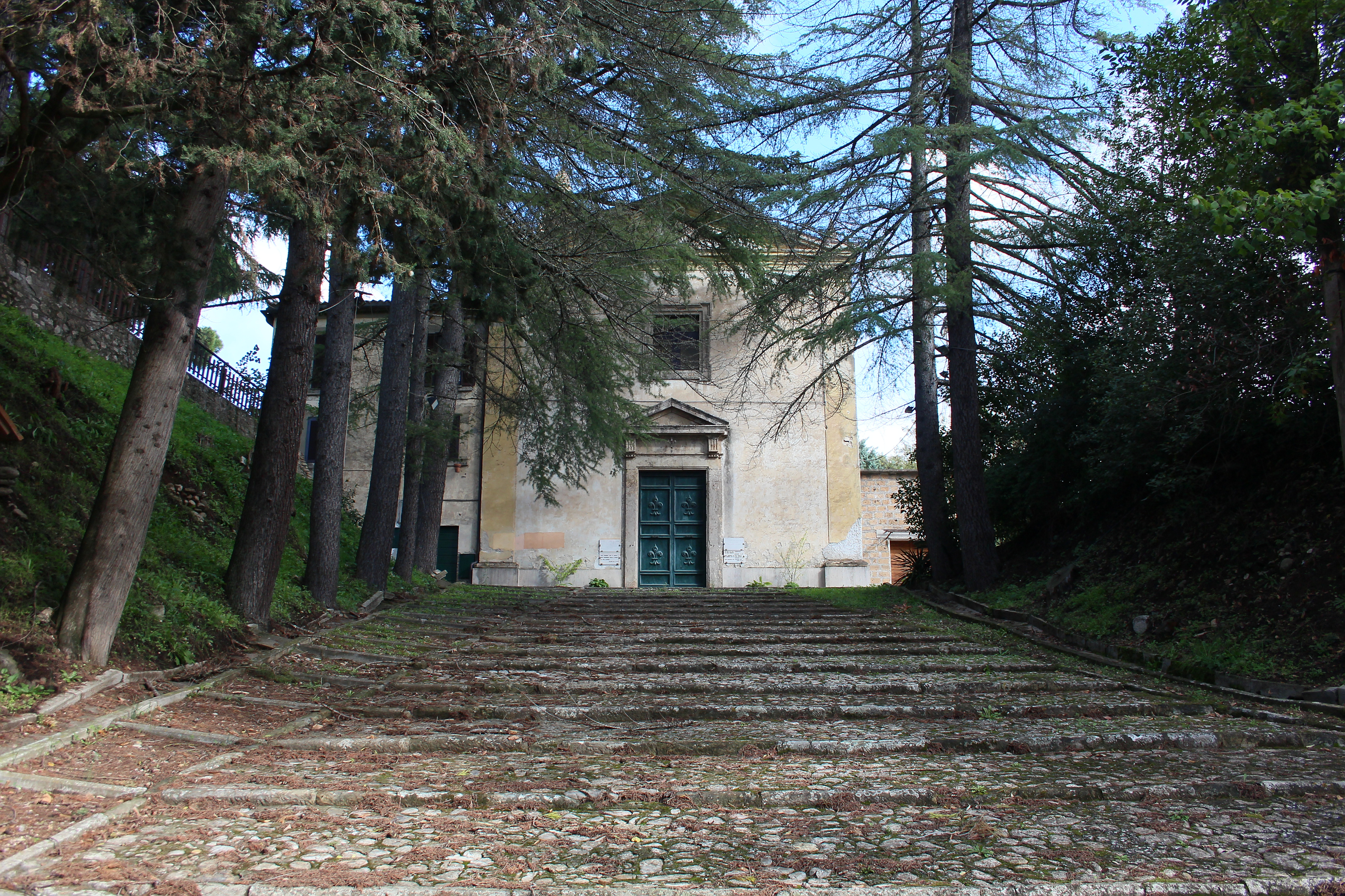
La chiesa di Sant'Andrea
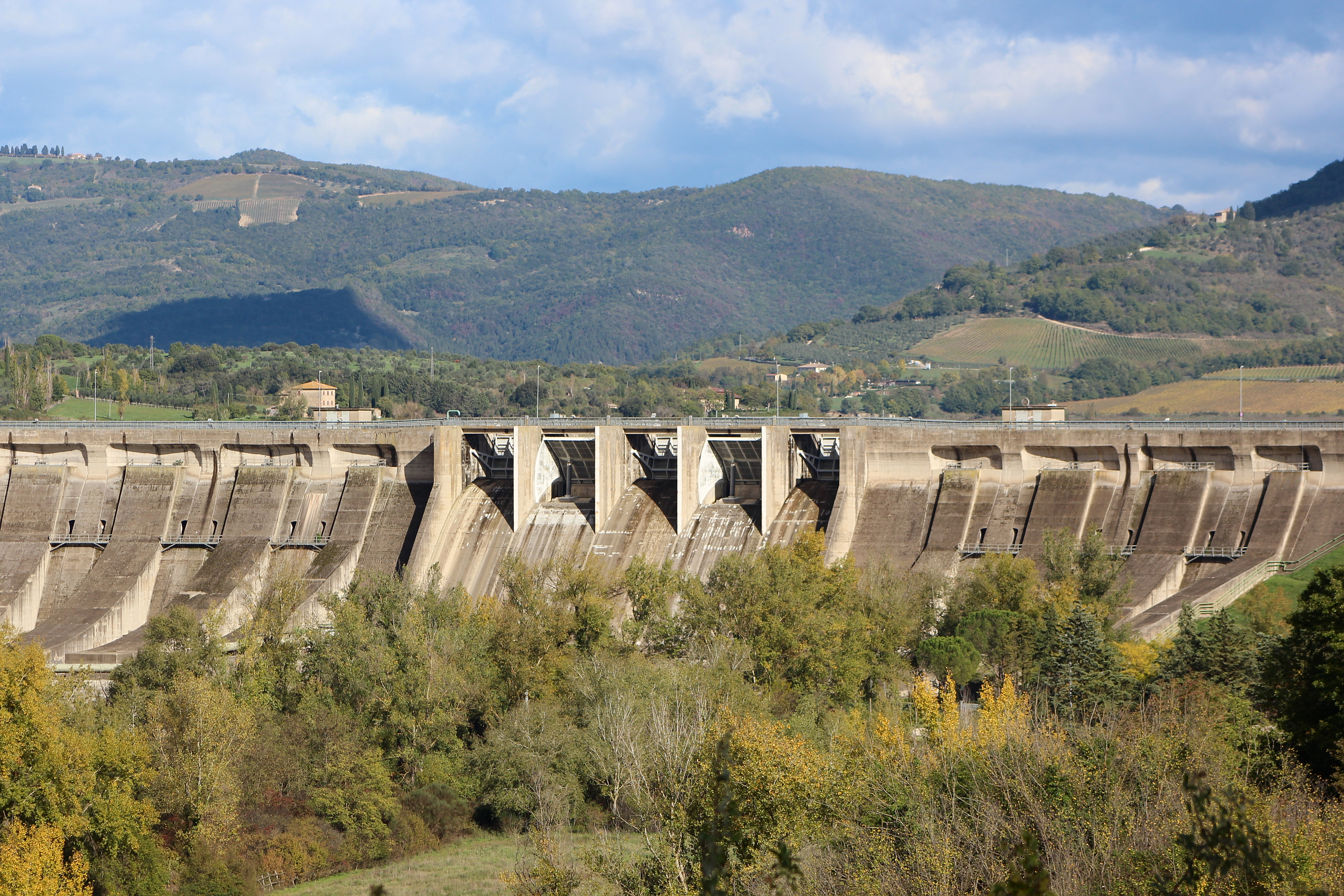
La diga del lago di Corbara
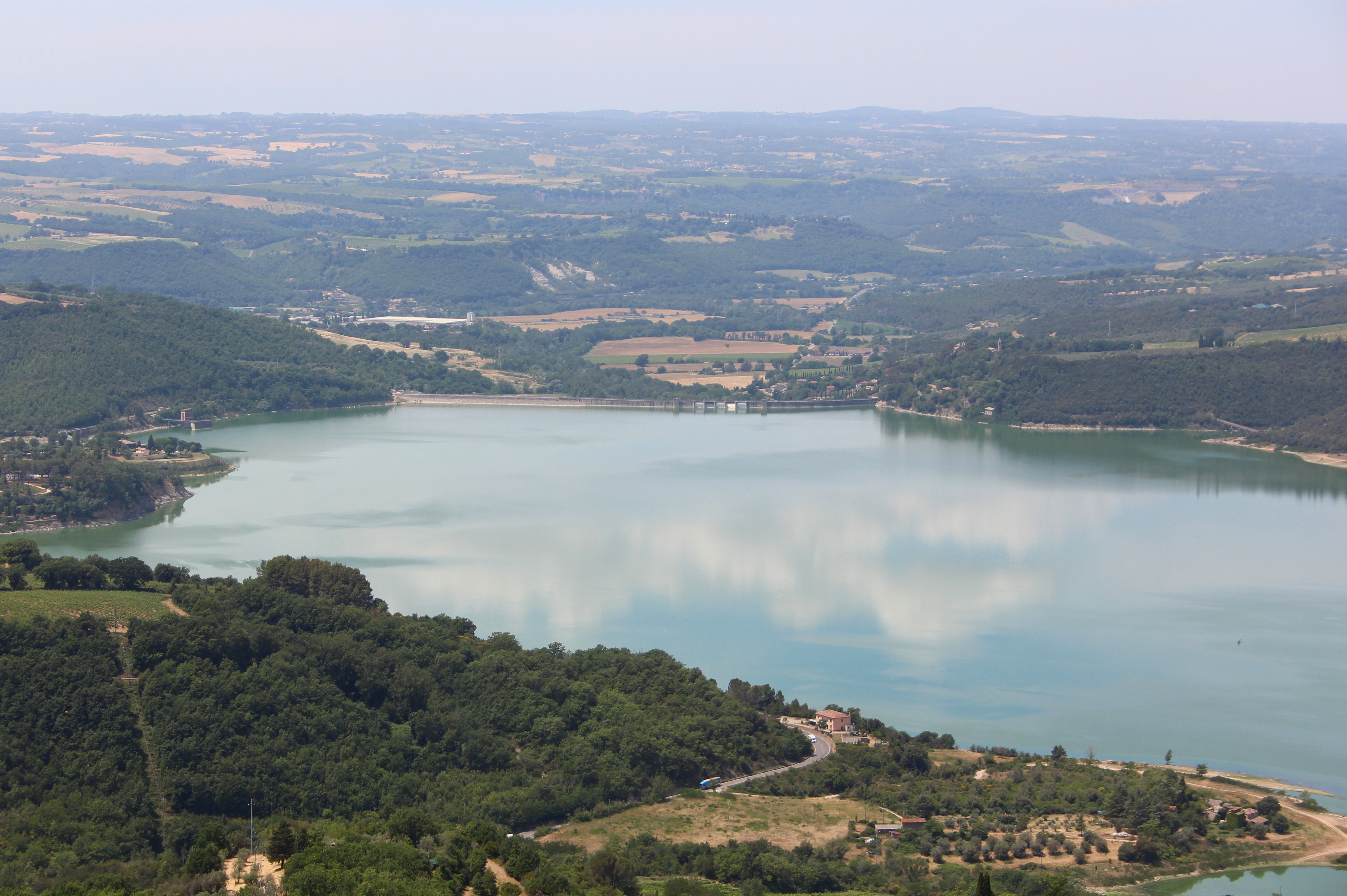
Il lago di Corbara